# 308 (číslo)
Tři sta osm je přirozené číslo, které následuje po čísle tři sta sedm a předchází číslu tři sta devět. Římskými číslicemi se zapisuje CCCVIII a řeckými číslicemi τη.

## Matematika
308 je:
- Abundantní číslo
- Nešťastné číslo
- Nepříznivé číslo
- Sedmiúhelníkové pyramidové číslo
- Součet dvou po sobě jdoucích prvočísel (151 + 157)

## Astronomie
- (308) Polyxo je planetka hlavního pásu, kterou objevil v roce 1891 Alphonse Louis Nicolas Borrelly

## Doprava
- Silnice II/308 je česká silnice II. třídy vedoucí na trase Hradec Králové – Černilov – Libřice – Bohuslavice – Nové Město nad Metují[1][2]

## Roky
- 308
- 308 př. n. l.